# Protachorutes pyrenaeus
Protachorutes pyrenaeus is een springstaartensoort uit de familie van de Neanuridae. De wetenschappelijke naam van de soort is voor het eerst geldig gepubliceerd in 1955 door Cassagnau.